# Monumento al Papa Juan Pablo II (Ciudad de México)
El Monumento al Papa Juan Pablo II, (oficialmente llamado: Llaves de Fe) es una estatua que representa al Papa Juan Pablo II, que se encuentra en el atrio poniente de la Catedral Metropolitana de la Ciudad de México en la Ciudad de México (México).

## Historia
La estatua se construyó con más de siete millones de llaves donadas por mexicanos. La entrega fue hecha por Ricardo Salinas Pliego, presidente de Grupo Salinas, empresa que convocó a los mexicanos a sumarse a la causa.
Realizada por el escultor Francisco Cárdenas Martínez, la estatua tiene una altura de 3,10 metros y un peso aproximado de 5 toneladas. Juan Pablo II ofició en 1979 en la catedral su primera misa en México, donde dijo la frase; "México, siempre fiel".
La principal característica de la estatua es su gran casulla, en donde lleva grabada la imagen de Nuestra Señora la Virgen de Guadalupe (patrona de México y de América Latina). Esta iconografía sigue la tradición guadalupana de que la imagen de la Virgen quedó milagrosamente estampada en la tilma del indio San Juan Diego Cuauhtlatoatzin (vidente de las apariciones marianas de la Virgen de Guadalupe). El Papa viste los hábitos papales como la mitra y el báculo, la mano derecha la alza en un gesto de bendecir a los fieles.